# Cantonul Châlus
Cantonul Châlus este un canton din arondismentul Limoges, departamentul Haute-Vienne, regiunea Limousin, Franța.

## Comune
| Comune          | Populație (1999) | Cod poștal | Cod INSEE |
| --------------- | ---------------- | ---------- | --------- |
| Bussière-Galant | 1.395            | 87230      | 87027     |
| Les Cars        | 598              | 87230      | 87029     |
| Châlus          | 1.628            | 87230      | 87032     |
| Flavignac       | 1.040            | 87230      | 87066     |
| Lavignac        | 149              | 87230      | 87084     |
| Pageas          | 603              | 87230      | 87112     |